# Renasce Vôlei Sorocaba
O Renasce Vôlei Sorocaba é uma equipe brasileira de voleibol feminino da cidade de Sorocaba, São Paulo. Foi campeão da 
Superliga Brasileira de Voleibol Feminino - Série B em 2025.

## História
Foi fundado em 2021 pelos professores Douglas Santa Anna e Clóvis Granado. Em pouco tempo de existência, o Renasce Vôlei Sorocaba conquistou o acesso à Divisão Especial do Campeonato Paulista, vaga na Superliga B e o bicampeonato dos Jogos Abertos do Interior. 
Na sua primeira temporada da Superliga B em 2024, o Renasce Vôlei Sorocaba terminou na sexta posição.
No ano de 2025, Foi campeão da  Superliga Brasileira de Voleibol Feminino - Série B, classificando-se para a disputa da Superliga A da temporada 2025-26. 

## Títulos
- Superliga B:2025

## Elenco Atual
Elenco do Renasce Vôlei Sorocava para a temporada 2025/2026.